# 桂福矢
桂 福矢（かつら ふくや、1974年5月16日 - ）は和歌山県出身の落語家。本名∶尾藤 宣洋。出囃子は『楽隊』。松竹芸能所属。上方落語協会会員。

## 経歴
1994年4月1日に四代目桂福団治に入門。

## 人物
- 落語の枕は、福本豊などの野球の話、合コンなど自身の恋愛の話になることが多い。
- 『茶屋町MBS劇場』（MBSラジオ）2016年11月26日放送分で流されたラジオドラマ「上方落語四天王 さえずり噺〜ああ、青春の上方落語〜」では、大師匠の3代目桂春団治を演じた。上方落語四天王のキャストで、他の3人（6代目笑福亭松鶴役：笑福亭鶴二、3代目桂米朝役：桂宗助、5代目桂文枝役：桂かい枝）が直弟子である中、福矢だけが孫弟子だった。